# Alfred Heinrich (Eishockeyspieler)
Alfred Heinrich (* 21. Februar 1906 in Berlin; † 31. Oktober 1975 ebenda) war ein deutscher Eishockeyspieler.  

## Karriere
Alfred Heinrich nahm mit Deutschland an den Olympischen Winterspielen 1932 in Lake Placid teil, bei denen er mit seiner Mannschaft die Bronzemedaille gewann. Er selbst kam im Turnierverlauf in allen sechs Spielen zum Einsatz. Bei der Weltmeisterschaft 1930 gewann er mit seiner Mannschaft die Silbermedaille. Als bestes europäisches Team wurde Deutschland zudem Europameister. Auf Vereinsebene spielte der Verteidiger für den SC Brandenburg.
Heinrich trat zum 1. August 1931 der NSDAP (Mitgliedsnummer 602.465) und zum 1. Dezember desselben Jahres der SA bei, letztere verließ er 1934. Oktober 1943 wurde er wegen Wehrkraftzersetzung zu drei Jahren Gefängnis verurteilt.

## Erfolge und Auszeichnungen
- 1930 Silbermedaille bei der Weltmeisterschaft
- 1932 Bronzemedaille bei den Olympischen Winterspielen